# Laroc Club
O Laroc Club é um sunset club dedicado à música eletrônica localizado às margens da Rodovia Dom Pedro I, em Valinhos, no Interior de São Paulo. O espaço foi inaugurado em 2015 como o primeiro sunset club do Brasil, tendo capacidade para 5.000 pessoas em uma área de 50.000 m², com 6.000 m² de área construída.
Mais de 390 DJs de 36 países diferentes já se apresentaram no Laroc Club, dentre eles: Nicky Romero, Armin van Buuren, Hardwell, Vintage Culture, Axwell, Steve Angello, Deadmau5, Alok, Timmy Trumpet, Vini Vici, Alesso e Lost Frequencies. Em 2025, o Laroc Club foi eleito o oitavo melhor club de música eletrônica do mundo pela revista DJ Mag.

## Grupo Laroc
O Laroc Club de Valinhos foi a primeira casa criada pelos sócios Silvio Soldera, Fauze Abdouch e Mario Sergio de Albuquerque. A inauguração, em 24 de outubro de 2015, contou com a apresentação do DJ holandês Nicky Romero.

### Ame Club
Em 2018 foi inaugurada a Ame, um espaço voltado ao cenário mais underground da música eletrônica. Localizado ao lado do Laroc Club, o Ame Club tem capacidade para 3.000 pessoas e contou com a apresentação de Joris Voorn em seu primeiro dia.

### Laroc Guarujá
Em agosto de 2022, foi anunciada a segunda unidade do Laroc Club, em Guarujá, no litoral paulista. O novo clube é localizado próximo à Marina Tropical Náutica, na praia de Iporanga, e conta com uma área de 5.000 m², com capacidade para até 3.500 pessoas. O espaço conta com um píer exclusivo para o atracamento de embarcações. A inauguração do Laroc Guarujá foi em 17 de dezembro do mesmo ano e teve Vintage Culture como atração principal.

## Festivais

### Ame Laroc Festival
O Ame Laroc Festival é o primeiro festival do grupo Laroc, tendo a sua primeira edição em 2019. O evento de três dias é realizado tradicionalmente durante o feriado de Carnaval, simultaneamente nas duas casas do grupo em Valinhos. O festival já trouxe nomes como Peggy Gou, DJ Snake, Disclosure, Steve Aoki, Alan Walker, Bob Sinclar e Diplo.

### Rewind
Lançado em 2024, o Rewind é uma festa autoral de apelo nostálgico, focada nos sucessos da dance music das décadas de 1990 e 2000. O evento rapidamente tornou-se um sucesso de público, com ingressos esgotados rapidamente em suas três primeiras edições. Alguns dos artistas que se apresentaram no Rewind incluem Taleesa, Global Deejays, Tiko's Groove, Kasino, Yves Larock, Alice Deejay, Edward Maya, Lasgo, Alex Gaudino e Chris Willis.